# Кохановка (Тернопольская область)
Кохановка (укр. Коханівка) — село в Вишневецкой поселковой общине Кременецкого района Тернопольской области Украины. Основано в 1628 году.
До 2020 года входило в Збаражский район.
Код КОАТУУ — 6122485101.

## Географическое положение
Село Кохановка находится на безымянном притоке реки Горынь, ниже по течению примыкает село Гнидава.

## Население
Население по переписи переписи 2001 года составляло 272 человека.

### Языковой состав
Родной язык населения по данным переписи 2001 года:
| Язык       | Численность, чел. | Доля     |
| ---------- | ----------------- | -------- |
| Украинский | 257               | 94,49 %  |
| Русский    | 15                | 5,51 %   |
| Итого      | 272               | 100,00 % |

## Объекты социальной сферы
- Клуб.
- Фельдшерско-акушерский пункт.

## Достопримечательности
- Братская могила советских воинов.